# Char léger M1917
Le Six Ton M1917 plus couramment appelé M1917 a été le premier char produit en série aux États-Unis, la production ayant débuté peu de temps avant la fin de la Première Guerre mondiale. Il s'agissait d'une quasi-copie construite sous licence du char Renault FT français. Il était destinée à armer l'American Expeditionary Force en France, mais les fabricants américains n'ont pas pu en produire à temps pour qu'ils participent à la guerre. Sur les 4 440 commandés, environ 950 ont finalement été achevés. Ils sont restés en service durant les années 1920, mais n'ont pris part à aucun combat avant d'être progressivement abandonnée durant les années 1930.

## Histoire
Les États-Unis sont entrés en guerre du côté de l'Entente en avril 1917, sans posséder aucun char. Le mois suivant, grâce à un rapport sur les opérations des chars britanniques et français, le commandant en chef de l'American Expeditionary Force, le général John Pershing estima que les chars légers et lourds étaient des éléments essentiels pour la guerre et que les Américains devaient donc en acquérir le plus vite possible. Un programme conjoint anglo-américain fut mis en place afin de développer un nouveau type de char lourd, similaire à ceux utilisé par les Britanniques. Ce nouveau modèle de char ne serait toutefois disponible en grande quantité qu'en avril de l'année suivante. Ainsi, en raison des contraintes de la guerre, la Commission interalliée des chars considéra que le moyen le plus rapide de fournir des chars avec un blindage suffisant aux forces américaines était de produire le Renault FT aux États-Unis.
Les besoins ont d'abord été estimé à 1 200 avant d'être augmenté à 4 400, différents échantillons, plans et pièces des chars Renault furent envoyés aux États-Unis pour étude. La conception devait être supervisé par le Corps du matériel sous le nom de code « Tracteur spécial six tonnes » tandis que les chars devaient être réalisés par des industries privés. Ce projet se heurta toutefois à un certain nombre de problèmes : les mesures se basaient sur le système métrique français, incompatible avec les machines américaines qui utilisait le système impérial ; de plus la coordination entre les fournisseurs, les fabricants et l'armée était médiocre ; la lenteur bureaucratique et le manque de coopération de l'armée ainsi que des conflits d'intérêts ont retardé le projet.
L'armée américaine en France attendait les 100 premiers M1917 en avril 1918, et en espérait 600 par mois par la suite. Cependant, la production n'a débuté qu'à l'automne et les premiers véhicules ne furent livrés qu'en octobre. Deux chars arrivèrent en France le 20 novembre, soit neuf jours après la fin des combats et huit supplémentaire arrivèrent en décembre. À l'été 1918, sans nouvelle des M1917 et en raison de la nécessité des troupes américaines sur le front, la France fournit 144 Renault FT, qui servirent à équiper la Brigade de char léger de l'armée américaine
Après la guerre, Van Dorn Iron Works, Maxwell Motor Co. et CL Best Co. ont produit 950 M1917 : 374 avec des canons, 526 avec des mitraillettes et 50 était des chars de transmission. Ceux-ci ont été livrés à l'armée, en complément d'environ 200 Renault FT ramenés de France.

## Différences visibles avec le Renault FT
Le M1917 se distingue du Renault FT selon différents critères notamment externes par plusieurs caractéristiques externes.
- L'échappement est à gauche au lieu d'être à droite.
- Le mantelet pour la mitrailleuse ou le canon de 37 mm du Renault FT est redesigné
- Les roues en bois avec des jantes en acier du Renault FT ont été remplacé par des roues folles en acier massif.
- Des fentes de vision supplémentaires sont ajoutées pour aider le conducteur.
- La tourelle des M1917 est polygonale, aucun d'eux n'a de tourelle circulaire, contrairement au Renault FT dont la moitié possédait ce type de tourelle.
- Le blindage frontal sous la tourelle a également été légèrement modifié.

## Utilisation opérationnelle

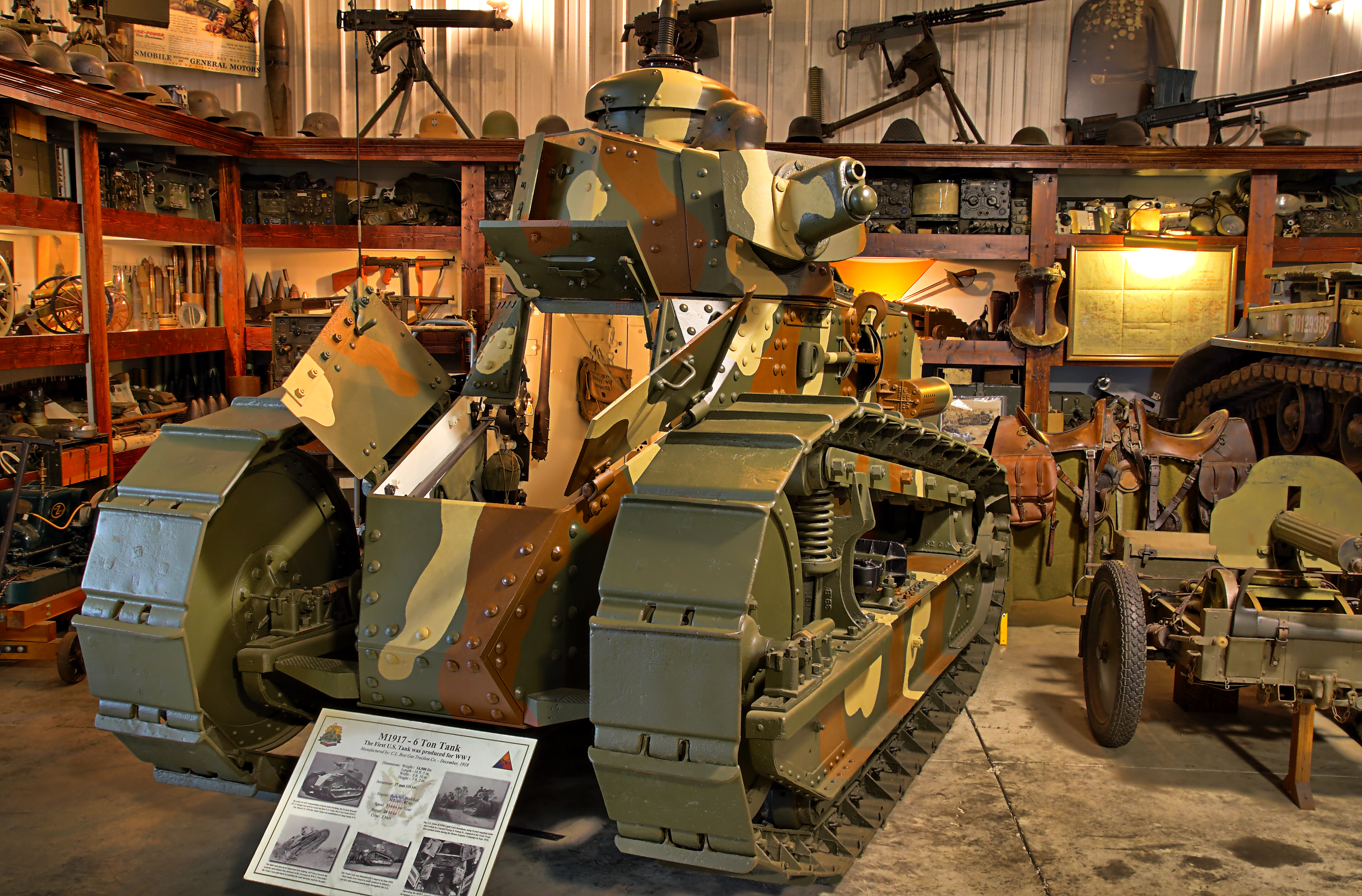
Char M1917 au Ropkey Armor Museum

Le M1917 n'a pris part à aucun combat, mais a été utilisé pour réprimer les foules durant diverses émeutes comme celle de Washington de 1919 ou de Lexington en 1920 .
En juin 1920, le Tank Corps est supprimé et le contrôle des chars revient à l'infanterie. Le nombre d'unités de char a été réduit et peu à peu les M1917 furent abandonnées.
Cinq furent envoyés avec un corps expéditionnaire des Marines (les China Marines ) à Tianjin en avril 1927 sous le commandement du Smedley Butler, mais il n'y a pas de trace de leur utilisation et ils sont  retournés aux États-Unis fin 1928.
En juillet 1932, six M1917 furent déployés à Washington DC pour réprimer la Bonus Army. George S. Patton Jr. indiqua dans son journal que ces véhicules étaient transportés dans des camions afin de servir comme moyen de dissuasion. Cependant, un film contemporain les montre se déplaçant sur leurs chenilles le long de Pennsylvania Avenue. Cela dit, il ne semble pas qu'ils aient tirés.
En 1940, l'Armée canadienne a acheté 250 exemplaires à bas coût (environ 240 $ chacun) et le Corps blindé royal canadien s'est formé et entrainé sur ces blindés avant d'embarquer pour l'Europe et d'utiliser un équipement plus moderne. L'Armée canadienne a récupéré 236 M1917 supplémentaire, quinze d'entre eux furent envoyés à Camp Borden pour l'entraînement, d'autres furent envoyés pour l'entraînement d'unité spécifique à Fort Garry Horse et peut-être trois autres garnisons.

## Variante
M1917 A1 : En 1929, un M1917 était équipé d'un moteur  six cylindres Franklin av 67 hp (50 kW) avec un système de refroidissement par air. Cela nécessitait d'allonger le moteur d'environ 30 cm. En 1930-1931, sept M1917 furent équipé d'un moteur Franklin 100 hp (75 kW), augmentant leur vitesse maximale à 14 km/h

## Exemplaires restants
Il reste aujourd'hui une vingtaine de M1917.

## Représentation dans les films
Les M1917 furent utilisés par les cinéastes américains, en remplacement des Renault FT, pour représenter l'action des chars américains durant la Première Guerre mondiale ou les chars Renault utilisées par les armées européennes pendant et après la guerre.